# Svartprickigt plattfly
Svartprickigt plattfly (Conistra rubiginosa) är en fjärilsart som beskrevs av Giovanni Antonio Scopoli 1763. Svartprickigt plattfly ingår i släktet Conistra och familjen nattflyn. Enligt den finländska rödlistan är arten starkt hotad i Finland. Arten är reproducerande i Sverige. Artens livsmiljö är friska och torra lundar. Inga underarter finns listade i Catalogue of Life.

## Bildgalleri

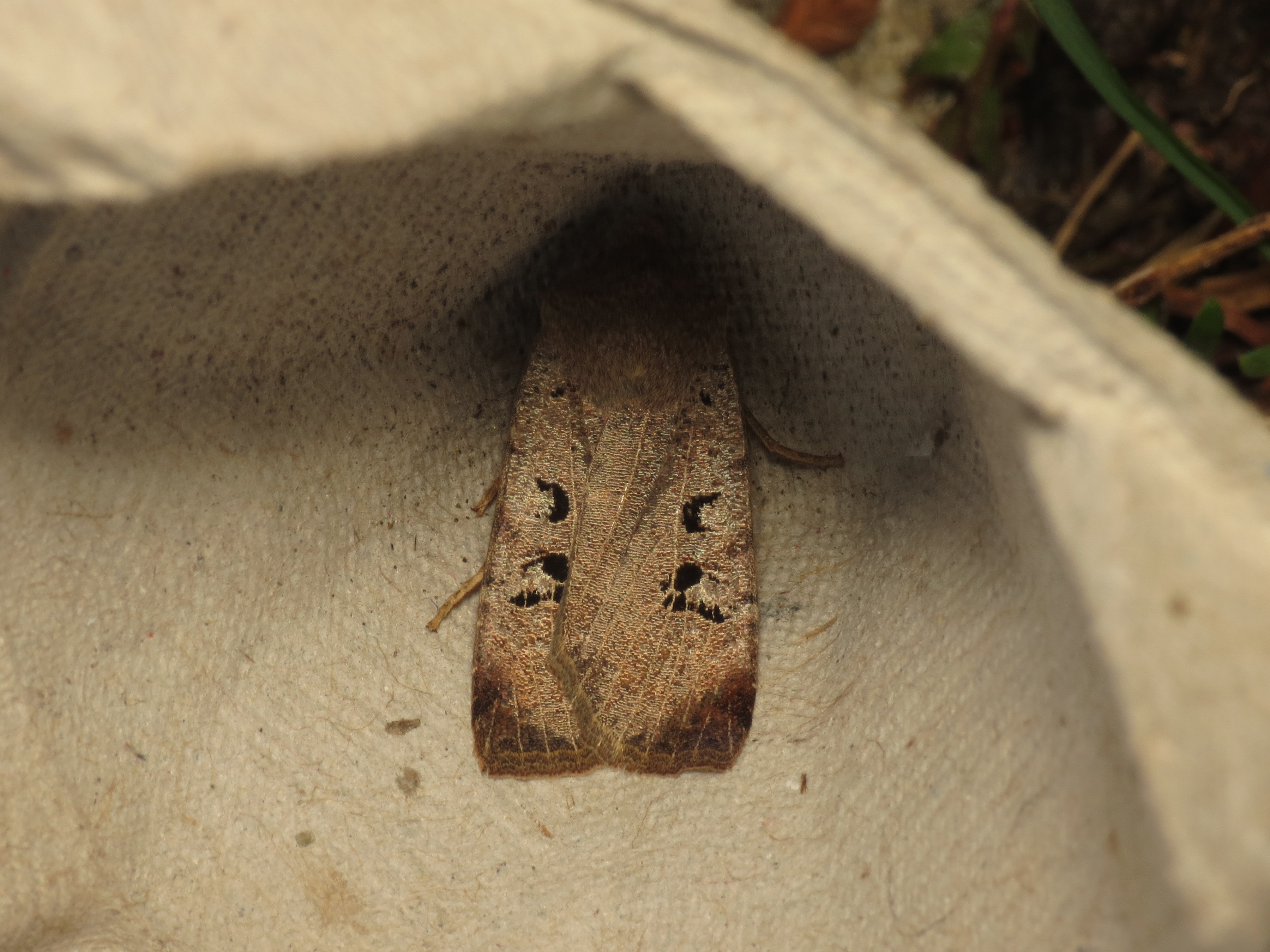
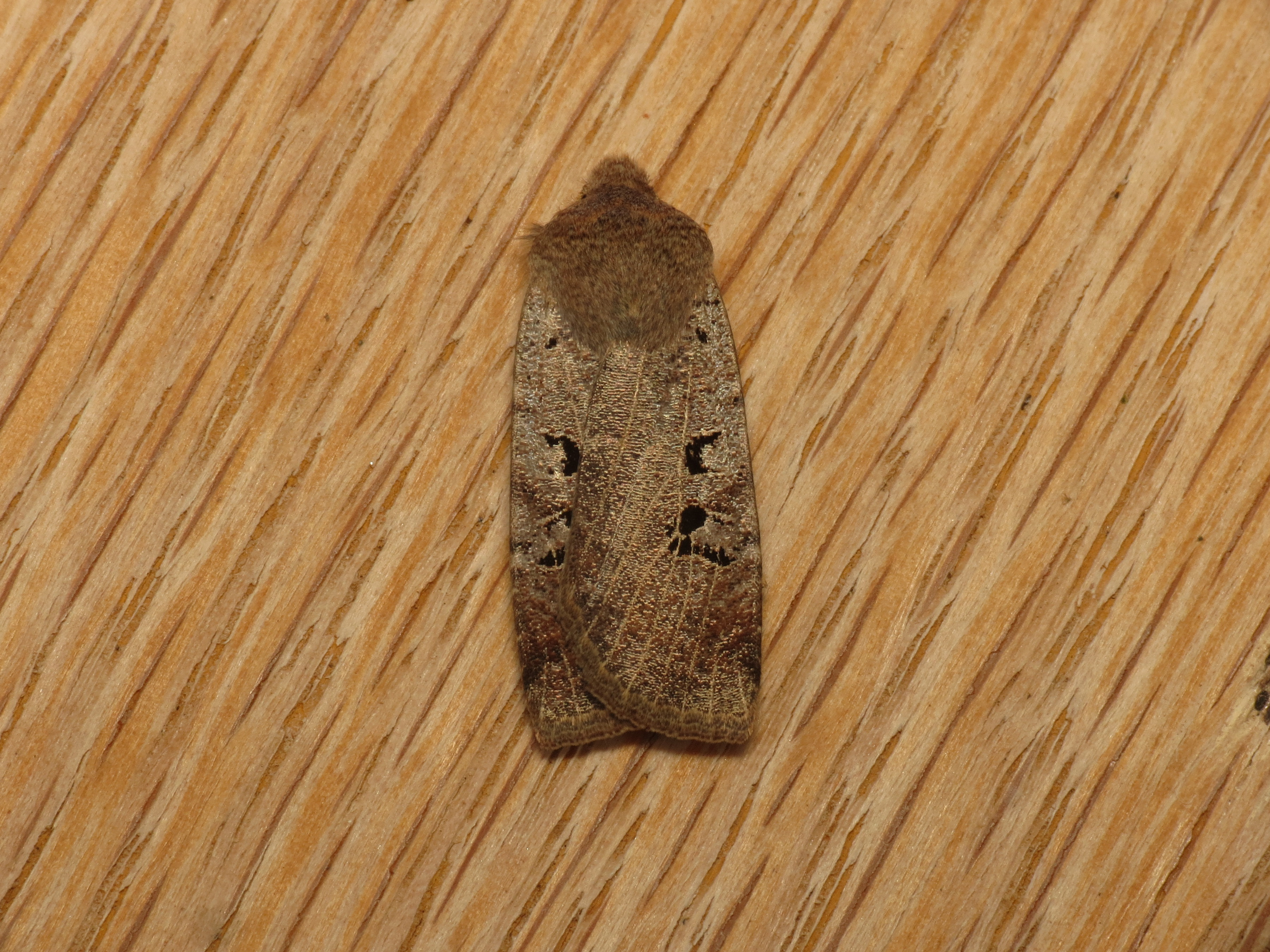
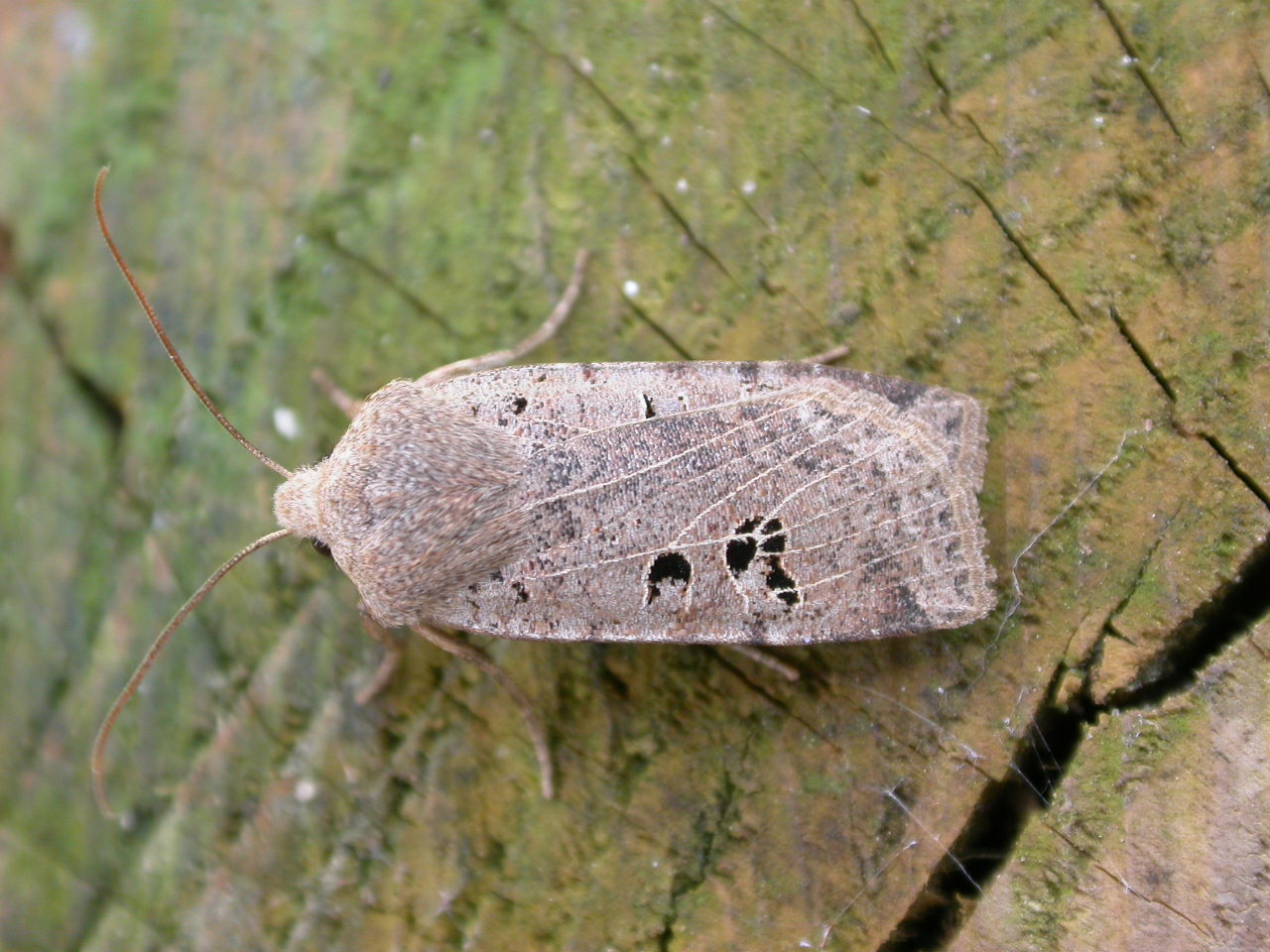
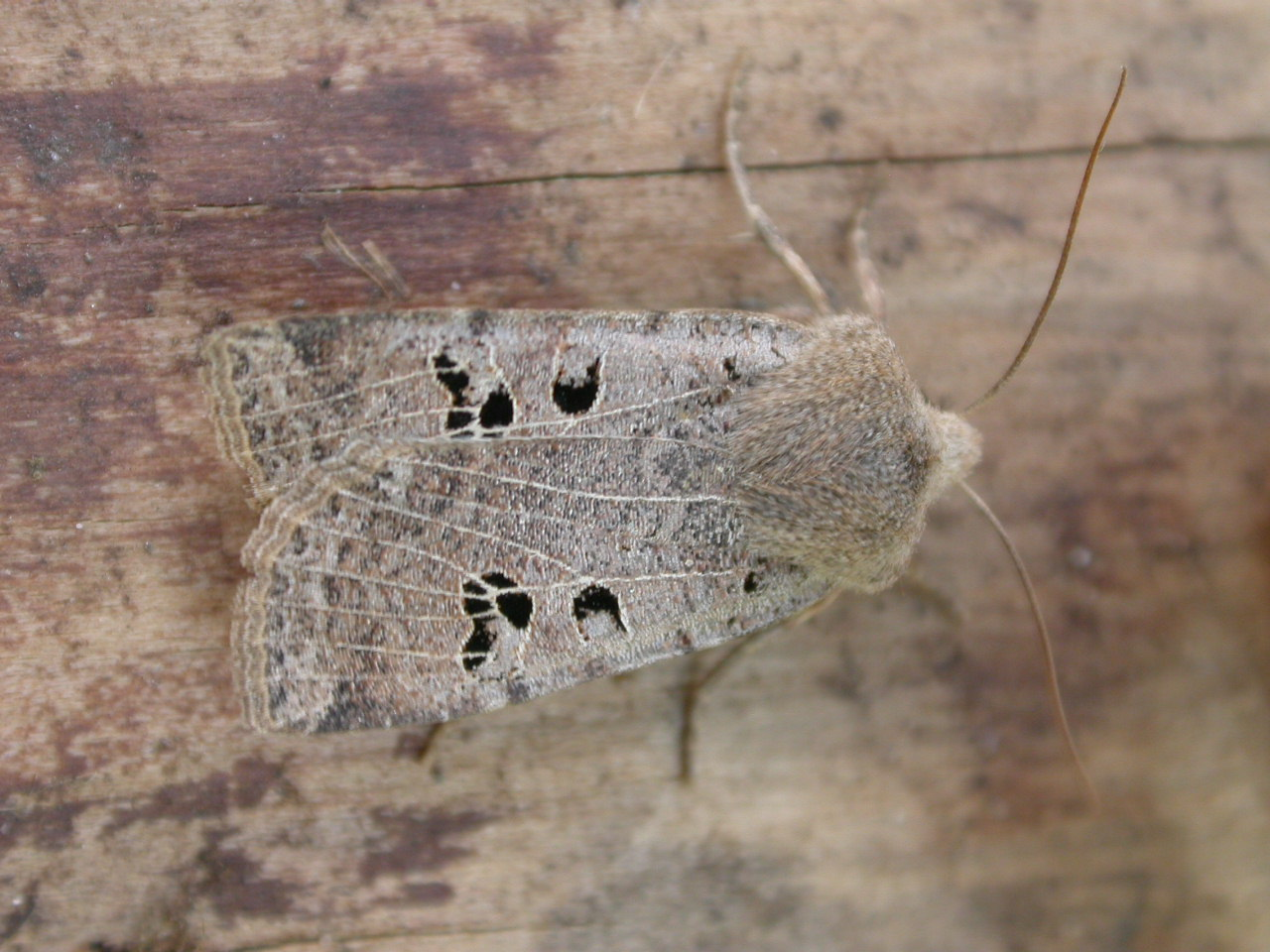